# Erika Frieser
Erika Frieser (* 24. September 1927 in Aussig, Tschechoslowakei; † 25. September 2011) war eine deutsche Pianistin und Hochschullehrerin.

## Leben
Frieser stammte aus dem Sudetenland bzw. aus Nordböhmen. Ihre Eltern waren der Pianist und Kapellmeister Rudolf Frieser (1895–1966) und Gisela Frieser (geb. Peikert, 1896–1971). Der Großvater Rudolf Joseph Frieser war Chorleiter gewesen. Sie besuchte Schulen in Aussig und später in Köln, wo sie 1943 mit der Mittleren Reife abschloss. Nach dem Musikunterricht in der Familie begann 1938 ihre musikalische Fachausbildung an der Rheinischen Musikschule in Köln bei Frieda Stahl. 1942 nahm sie das Studium an der Staatlichen Hochschule für Musik in Köln bei Karl H. Pillney auf. Seit 1943 lebte die Familie in Wien und Erika besuchte die Musikakademie bei Friedrich Wührer sowie Josef Dichler. Seit 1945 studierte sie am Mozarteum in Salzburg bei Franz Ledwinka, wo sie 1946 mit Diplom abschloss. 1946 trat sie erstmals bei den Salzburger Festspielen auf und gab im Herbst dieses Jahres im Brahms-Saal des Wiener Musikvereins ihr erstes Solokonzert, dem sich zahlreiche Auftritte als Pianistin im In- und Ausland anschlossen. Kurzzeitig unterrichtete sie am Mozarteum und lebte von 1947 bis 1950 als freie Konzertpianistin in Karlsruhe. Besonders erfolgreich waren Auftritte bei Rundfunkkonzerten. Vereinzelt trat sie in den 1940er Jahren im Rundfunk auch als Sängerin auf.  
1947 wurde die Pianistin mit dem Ersten Preis des Musikwettbewerbs für junge Solisten von Radio Frankfurt ausgezeichnet. Seit 1951 lebte sie in Köln, später in Dabringhausen. Sie widmete sich sowohl Klavierkonzerten als auch der Kammermusik. 1952 gründete Erika Frieser mit der Violinistin Christa Steiner (geb. Richter, 1899–1962) und der Cellistin Beatrice Reichert (1903–1972) das Wiener Trio, das bis 1960 bestand. 1962 erhielt sie den Sudetendeutschen Förderpreis für Musik und Darstellende Kunst. 
Seit 1957 trat sie zusammen mit dem Cellisten Gerhard Mantel auf und unternahm mit ihm zahlreiche Gastspielreisen durch Europa, in den Nahen Osten, nach Asien, Südamerika und in die USA. Seit 1969 lebte sie in Hof bei Salzburg. Von 1970 bis 1976 bildete sie mit Rudolf Koeckert und Gerhard Mantel das Beethoven-Trio. Mit tschechischen Kollegen des Brünner Streichquartetts gründete sie dann ein Klavierquintett und später das Trio Elmau. Für die deutsche Schallplattenfirma Da Camera Magna spielte sie Werke von der Romantik bis zu Max Reger ein.  
Seit 1973 nahm sie einen Lehrauftrag für Klavier-, Vokal- und Instrumentalbegleitung am Mozarteum wahr, wurde 1975 zum "außerordentlichen Hochschulprofessor" berufen, im Studienjahr 1979/1980 zur Abteilungsleiterin gewählt und 1982 zur ordentlichen Hochschulprofessor(in) für Klavierkammermusik, Vokal- und Instrumentalbegleitung an der Hochschule für Musik und darstellende Kunst Mozarteum in Salzburg ernannt. Sie war die erste Professorin am Mozarteum. 1995 wurde sie emeritiert. Während ihrer Arbeit als Musikpädagogin gab sie weiterhin Konzerte und bot auf ihren Konzerttourneen in Europa und sowie in Japan Klavier-Meisterkurse an. 
Erika Frieser war in zweiter Ehe von 1950 bis 1957 mit dem aus Köln stammenden Pianisten Paul Traut verheiratet.  
Seit 2022 veranstaltet ihr zu Ehren die Universität Mozarteum die Erika-Frieser-Kammermusiktage. 